# Lasioserica victoriana
Lasioserica victoriana är en skalbaggsart som beskrevs av Ahrens 1996. Lasioserica victoriana ingår i släktet Lasioserica och familjen Melolonthidae. Inga underarter finns listade i Catalogue of Life.